# IC 5215
IC 5215 је спирална галаксија у сазвјежђу Тукан која се налази на листи објеката дубоког неба у Индекс каталогу.
Деклинација објекта је - 65° 58' 58" а ректасцензија 22h 26m 58,0s. Привидна величина (магнитуда) објекта IC 5215 износи 14,9 а фотографска магнитуда 15,7. IC 5215 је још познат и под ознакама ESO 109-3, PGC 68888.